# Gran Premio motociclistico di Francia 1974
Il Gran Premio motociclistico di Francia fu il primo appuntamento del motomondiale 1974.
Si svolse il 21 aprile 1974 presso il Circuito di Clermont-Ferrand. Corsero tutte le categorie, meno la 250, alla presenza di 80.000 spettatori.
In 500 la lotta fu tra Giacomo Agostini e Phil Read: "Ago" ebbe una partenza stentata, riuscendo a risalire il gruppo (segnando anche il record del circuito) per poi ritirarsi per grippaggio. La vittoria andò quindi a Read davanti al connazionale Barry Sheene e a Gianfranco Bonera, sostituto di Agostini in MV Agusta.
Parti invertite in 350, con Read ritirato dopo tre giri e Agostini primo (nonostante una pessima partenza dovuta al surriscaldamento del motore, causato da un ritardo di 40 minuti della partenza).
In 125 anche Otello Buscherini partì male per poi rimontare. Ne approfittò Kent Andersson, che si mise davanti l'elvetico Bruno Kneubühler e Buscherini.
Buscherini fu terzo anche nella gara della 50, vinta da Henk van Kessel.
Nei sidecar clamorosa mancata qualificazione per il campione del mondo in carica Klaus Enders. La gara fu guidata per lungo tempo da Werner Schwärzel, costretto a cedere la prima posizione a Siegfried Schauzu all'ultimo giro per problemi meccanici.

## Classe 500

### Arrivati al traguardo
| Pos. | Pilota               | Moto            | Tempo        | Punti |
| ---- | -------------------- | --------------- | ------------ | ----- |
| 1    | Phil Read            | MV Agusta       | 1h 01' 33" 2 | 15    |
| 2    | Barry Sheene         | Suzuki          | +5"          | 12    |
| 3    | Gianfranco Bonera    | MV Agusta       | +11" 5       | 10    |
| 4    | Teuvo Länsivuori     | Yamaha          | +28" 8       | 8     |
| 5    | Michel Rougerie      | Harley-Davidson | +1' 58" 6    | 6     |
| 6    | Billie Nelson        | Yamaha          | +2' 33" 6    | 5     |
| 7    | John Williams        | Yamaha          | +2' 43" 5    | 4     |
| 8    | Chas Mortimer        | Maxton-Yamaha   | +2' 50" 1    | 3     |
| 9    | Ramon Jimenez        | Yamaha          | +2' 51" 1    | 2     |
| 10   | Philippe Gérard      | Yamaha          | +2' 51" 4    | 1     |
| 11   | Olivier Chevallier   | Yamaha          | +2' 51" 9    |       |
| 12   | Jack Findlay         | Suzuki          | +3' 32" 6    |       |
| 13   | Christian Léon       | Kawasaki        | +1 giro      |       |
| 14   | Remy Hirschy         | Harley-Davidson | +1 giro      |       |
| 15   | Bernard Fau          | Yamaha          | +1 giro      |       |
| 16   | Bosse Granath        | Husqvarna       | +1 giro      |       |
| 17   | Jean-Claude Meilland | Yamaha          | +1 giro      |       |
| 18   | Gérard Chamard       | Yamaha          | +1 giro      |       |
| 19   | Walter Kaletsch      | Yamaha          | +4 giri      |       |

### Ritirati
| Pilota               | Moto     | Motivo ritiro |
| -------------------- | -------- | ------------- |
| Patrick Pons         | Yamaha   |               |
| Werner Giger         | Yamaha   | caduta        |
| Bill Henderson       | Yamaha   |               |
| Giacomo Agostini     | Yamaha   | grippaggio    |
| Christian Bourgeois  | Yamaha   |               |
| Eduardo Celso-Santos | Yamaha   |               |
| John Dodds           | Yamaha   |               |
| Paul Smart           | Suzuki   |               |
| Etienne Delamarre    | Yamaha   | caduta        |
| Dieter Braun         | Yamaha   |               |
| André Kaci           | Yamaha   |               |
| Yvon Duhamel         | Kawasaki | rottura       |
| Sven-Olov Gunnarsson | Yamaha   | caduta        |
| Jean-Paul Boinet     | Yamaha   |               |
| Rob Bron             | Yamaha   |               |

## Classe 350

### Arrivati al traguardo
| Pos | Pilota               | Moto            | Tempo        | Punti |
| --- | -------------------- | --------------- | ------------ | ----- |
| 1   | Giacomo Agostini     | Yamaha          | 1h 01' 51" 5 | 15    |
| 2   | Teuvo Länsivuori     | Yamaha          | +2" 3        | 12    |
| 3   | Christian Bourgeois  | Yamaha          | +54" 4       | 10    |
| 4   | Patrick Pons         | Yamaha          | +1' 11" 9    | 8     |
| 5   | Michel Rougerie      | Harley-Davidson | +1' 26" 6    | 6     |
| 6   | Bruno Kneubühler     | Yamaha          | +1' 41" 2    | 5     |
| 7   | Ramon Jimenez        | Yamaha          | +1' 52" 7    | 4     |
| 8   | Gérard Debrock       | Yamaha          | +1' 58" 1    | 3     |
| 9   | Billie Nelson        | Yamaha          | +2' 18" 8    | 2     |
| 10  | John Dodds           | Yamaha          | +2' 45" 2    | 1     |
| 11  | Olivier Chevallier   | Yamaha          |              |       |
| 12  | Christian Huguet     | Yamaha          |              |       |
| 13  | Thierry Tchernine    | Yamaha          |              |       |
| 14  | John Williams        | Yamaha          |              |       |
| 15  | Jean-Claude Chemarin | Yamaha          |              |       |
| 16  | Marcel Ankoné        | Yamsel          |              |       |

## Classe 125

### Arrivati al traguardo
| Pos | Pilota            | Moto       | Tempo     | Punti |
| --- | ----------------- | ---------- | --------- | ----- |
| 1   | Kent Andersson    | Yamaha     | 54' 37" 8 | 15    |
| 2   | Bruno Kneubühler  | Yamaha     | +18" 9    | 12    |
| 3   | Otello Buscherini | Malanca    | +19" 9    | 10    |
| 4   | Thierry Tchernine | Yamaha     | +2' 13" 5 | 8     |
| 5   | Benjamín Grau     | Derbi      | +2' 25" 6 | 6     |
| 6   | Etienne Delamarre | Yamaha     | +3' 08" 2 | 5     |
| 7   | Leif Gustafsson   | Maico      | +3' 32" 7 | 4     |
| 8   | Johann Zemsauer   | Rotax      | +1 giro   | 3     |
| 9   | Maurice Maingret  | Yamaha     | +1 giro   | 2     |
| 10  | Hans Hallberg     | Yamaha     | +1 giro   | 1     |
| 11  | Eugenio Lazzarini | Piovaticci |           |       |
| 12  | Ingemar Bengtsson | Delta      |           |       |
| 13  | Rudolf Weiß       | Maico      |           |       |
| 14  | Xaver Tschannen   | Maico      |           |       |
| 15  | Ernst Fagerer     | Maico      |           |       |

## Classe 50

### Arrivati al traguardo
| Pos | Pilota             | Moto     | Tempo     | Punti |
| --- | ------------------ | -------- | --------- | ----- |
| 1   | Henk van Kessel    | Kreidler | 34' 42" 1 | 15    |
| 2   | Rudolf Kunz        | Kreidler | +28" 4    | 12    |
| 3   | Otello Buscherini  | Malanca  | +32" 6    | 10    |
| 4   | Herbert Rittberger | Kreidler | +41" 6    | 8     |
| 5   | Wolfgang Gedlich   | Kreidler | +57" 4    | 6     |
| 6   | Ulrich Graf        | Kreidler | +1' 25"   | 5     |
| 7   | Stefan Dörflinger  | Kreidler | +1' 38" 2 | 4     |
| 8   | Nico Polane        | Roton    | +2' 16" 6 | 3     |
| 9   | Günter Schirnhofer | Kreidler | +2' 33" 2 | 2     |
| 10  | Jan Bruins         | Jamathi  | +2' 35" 5 | 1     |
| 11  | Wilhelm Werner     | Kreidler |           |       |
| 12  | Rolf Blatter       | Kreidler |           |       |
| 13  | Pentti Salonen     | Puch     |           |       |
| 14  | Ingemar Bengtsson  | Delta    |           |       |
| 15  | Kasimir Rapcynski  | Kreidler |           |       |
| 16  | Pierre Audry       | ABF      |           |       |
| 17  | Joaquín Galí       | Derbi    |           |       |
| 18  | Lennart Lundgren   | Suzuki   |           |       |

## Classe sidecar

### Arrivati al traguardo
| Pos | Pilota                | Passeggero       | Moto         | Tempo     | Punti |
| --- | --------------------- | ---------------- | ------------ | --------- | ----- |
| 1   | Siegfried Schauzu     | Wolfgang Kalauch | Busch-BMW    | 53' 50" 7 | 15    |
| 2   | Werner Schwärzel      | Karl-Heinz Kleis | König        | +1" 9     | 12    |
| 3   | Rudi Kurth            | Dane Rowe        | CAT-Crescent | +33" 5    | 10    |
| 4   | Richard Wegener       | Derek Jacobson   | BMW          | +1' 46" 3 | 8     |
| 5   | Dennis Keen           | Roland Worrall   | König        | +1' 46" 5 | 6     |
| 6   | Heinz Luthringshauser | Hermann Hahn     | Busch-BMW    | +3' 19" 6 | 5     |
| 7   | Gustav Pape           | Franz Kallenberg | König        | +3' 58" 9 | 4     |
| 8   | Helmut Schilling      | Harald Mathews   | BMW          | +4' 04" 1 | 3     |
| 9   | Egon Schons           | Karl Lauterbach  | BMW          | +1 giro   | 2     |
| 10  | Siegfried Zeh         | Jon Waters       | König        |           | 1     |

## Fonti e bibliografia
- La Stampa, 21 aprile 1974, pag. 19 e 22 aprile 1974, pag. 15
- "Moto73" n° 9 del 3 maggio 1974, su motorracehistorie.nl. URL consultato il 18 gennaio 2013 (archiviato dall'url originale il 5 aprile 2015).
- Risultati della 500 su autosport.com, su autosport.com.